# Championnat de France de football américain 2002
Navigation
Saison 2001 Saison 2003
La saison 2002 du casque de diamant est la 21e saison du championnat de France de football américain. Elle voit le sacre des Argonautes d'Aix-en-Provence.
La saison régulière se joue du 26 janvier au 12 mai 2002.

## Classement général
| Qualifié en play-offs |

| Relégué en casque d'or |

| Groupe A            |      |      |      |       |          |            |
| Club                | Vic. | Nuls | Déf. | %     | Pts pour | Pts contre |
| Argonautes d'Aix    | 10   | 0    | 0    | 1.000 | 327      | 183        |
| Flash La Courneuve  | 7    | 0    | 3    | .700  | 288      | 150        |
| Iron Mask de Cannes | 3    | 0    | 7    | .300  | 171      | 243        |
| Panthers de Thonon  | 2    | 0    | 8    | .200  | 97       | 226        |

| Groupe B            |      |      |      |      |          |            |
| Club                | Vic. | Nuls | Déf. | Pts  | Pts pour | Pts contre |
| Spartiates d'Amiens | 8    | 0    | 2    | .800 | 319      | 167        |
| Molosses d'Asnières | 6    | 0    | 4    | .600 | 206      | 203        |
| Cougars de St-Ouen  | 2    | 0    | 8    | .200 | 177      | 275        |
| Templiers 78        | 2    | 0    | 8    | .200 | 154      | 292        |

## Play-offs

### Wild-cards
- 25 mai 2002 : Flash de La Courneuve 49-8 Cougars de Saint-Ouen
- 26 mai 2002 : Molosses d'Asnières 14-22 Iron Mask de Cannes

### Demi-finale
- 9 juin 2002 : Flash de La Courneuve 22-19 Spartiates d'Amiens
- 9 juin 2002 : Argonautes d'Aix-en-Provence 27-6 Molosses d'Asnières

### Finale
- 22 juin 2002 : Argonautes d'Aix-en-Provence 23-21 Flash de La Courneuve